# Papirus Oxyrhynchus 20

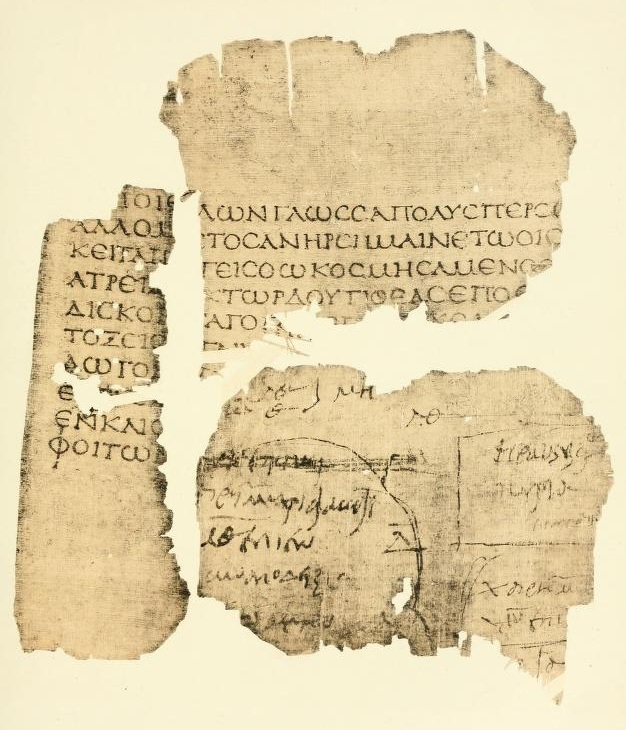
Papirus Oxyrhynchus 20 (verso)

Papirus Oxyrhynchus 20 oznaczany jako P.Oxy.I 20 – rękopis składający się z dwunastu fragmentów drugiej księgi Iliady Homera napisany w języku greckim. Papirus ten został odkryty przez Bernarda Grenfella i Arthura Hunta w 1897 roku w Oksyrynchos. Fragment jest datowany na I lub II wiek n.e. Przechowywany jest w Department of Manuscripts Biblioteki Brytyjskiej (742). Tekst został opublikowany przez Grenfella i Hunta w 1898 roku.
Manuskrypt został napisany na papirusie, prawdopodobnie w formie zwoju. Rozmiary największego zachowanego fragmentu wynoszą 14,5 na 8 cm. Tekst jest napisany szeroką, pionową uncjałą. Na odwrocie znajdują się rachunki napisane kursywą, które są datowane na koniec II wieku lub początek III. Tekst Homera jest prawdopodobnie starszy. Nie stosuje odstepów, przydechów ani akcentów.